# Đại học Thâm Quyến
Đại học Thâm Quyến (SZU, 深圳大学,深大, hay 深圳大學, chuyển tự: Thâm Quyến đại học, Thâm đại) là một trường đại học công lập tại thành phố Thâm Quyến, tỉnh Quảng Đông, Trung Quốc. Trường được Hội đồng Nhà nước Trung Quốc và chính quyền Thâm Quyến thành lập năm 1983. Đại học Thâm Quyến là một trường đào tạo đa ngành với 42 chương trình đào tạo đại học, 69 chương trình sau đại học (66 chương trình cao học và 3 chương trình tiến sĩ). Tổng số lượng sinh viên 30000, trong đó có 5000 nghiên cứu sinh và 26000 sinh viên tại chức. Có 600 sinh viên nước ngoài từ 15 quốc gia đang theo học tại đây.
Đại học Thâm Quyến nằm bên bờ biển của vịnh Thâm Quyến ở Nam Trung Hoa. Tổng diện tích của khuôn viên chính - khu trường sở Houhai là 1,44 km vuông. Trường có hồ riêng của mình được đặt tên là hồ Văn Sơn (文山湖), trường trải dài trên ngọn đồi được bao phủ bởi cây xanh, với không gian màu xanh và các tác phẩm điêu khắc.

## Cựu sinh viên nổi tiếng
Mã Hoá Đằng, doanh nhân Trung Quốc, người sáng lập công ty Tencent.